# Corinne Ellemeet

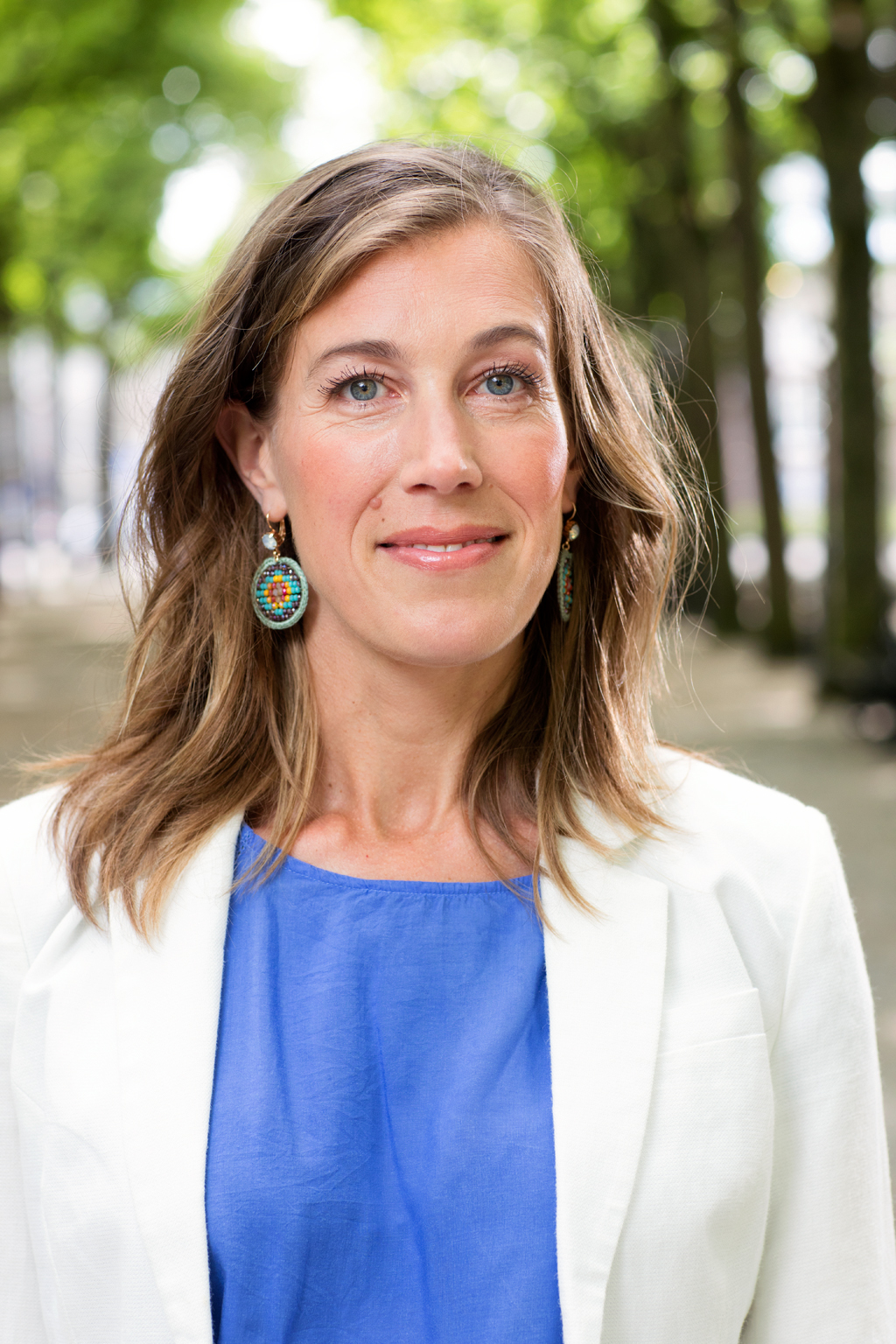
Corinne Ellemeet

Corinne Ellemeet (* 26. April 1976 in Rotterdam) ist eine niederländische Politikerin der GroenLinks.

## Leben
Ellemeet studierte Geschichte an der Universität von Amsterdam und begann für das Ministerium für Gesundheit zu arbeiten. Von November 2014 bis März 2015 und erneut seit den Parlamentswahlen 2017 ist sie als Abgeordnete in der Zweiten Kammer der Generalstaaten tätig. Sie ist verheiratet und hat zwei Kinder.